# Davíð Oddsson

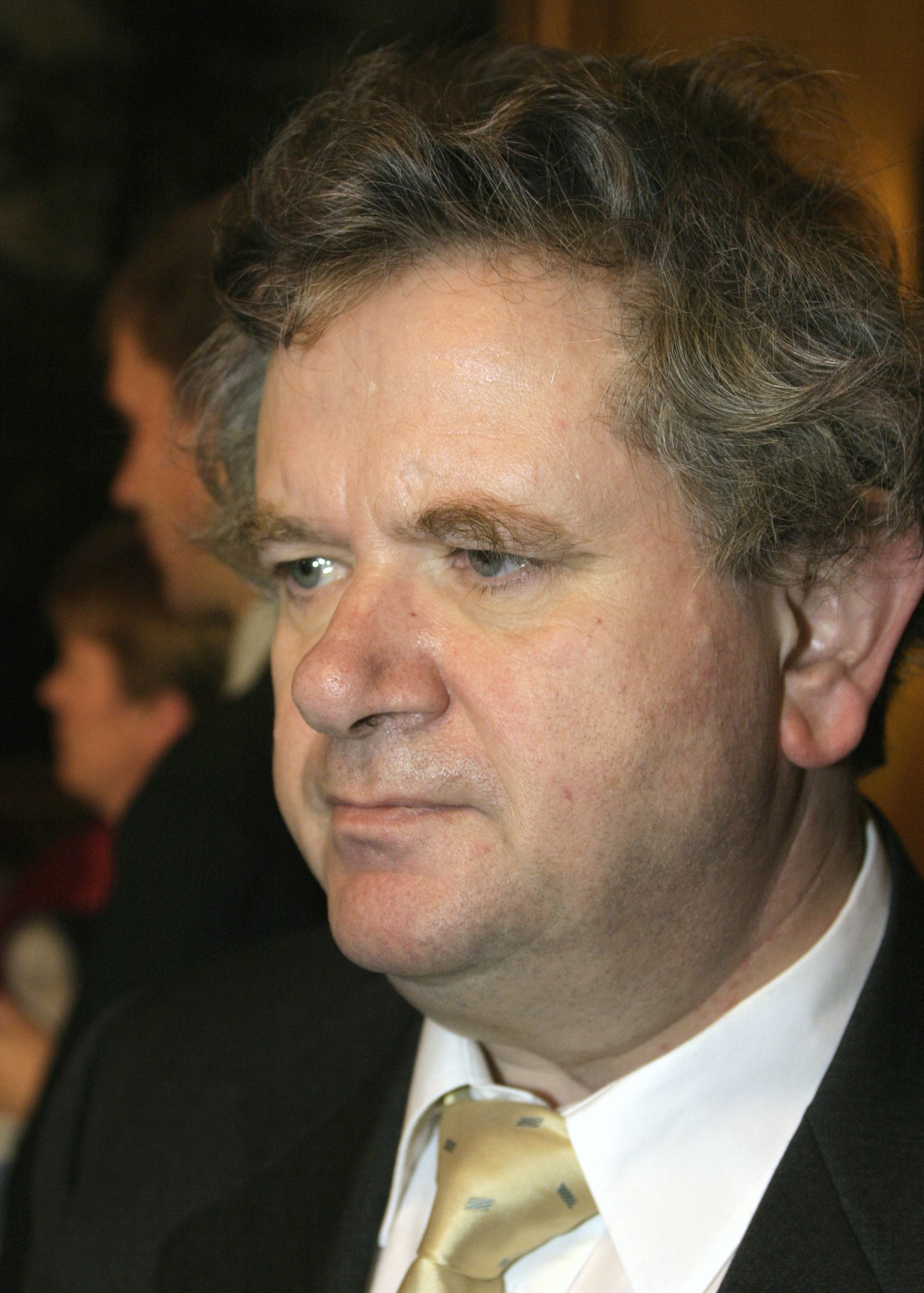
Davíð Oddsson i Oslo, 2003.

Davíð Oddsson, född 17 januari 1948, är en isländsk politiker. 
Davíð Oddsson lämnade gymnasiet Menntaskólinn i Reykjavik år 1970 och gick sedan en juridikutbildning på Islands universitet från vilket han tog examen år 1976. Mellan åren 1982 och 1991 var han borgmästare i Reykjavik.
Davíð är politiker för Självständighetspartiet och var statsminister 1991-2004 och utrikesminister 2004-2005. Han är den isländske statsminister som suttit längst på sin post, 13 år. Den 7 september 2005 meddelade han att han skulle dra sig tillbaka från politiken. Utrikesministerposten lämnades över till Geir Haarde senare samma månad.
Åren 2005 till 2009 var Davíð Oddsson chef för Islands riksbank.
Vid sidan av politiken är Davíð också författare; han har gett ut diktsamlingar, skådespel och noveller.